# Kosmos (Satellit)

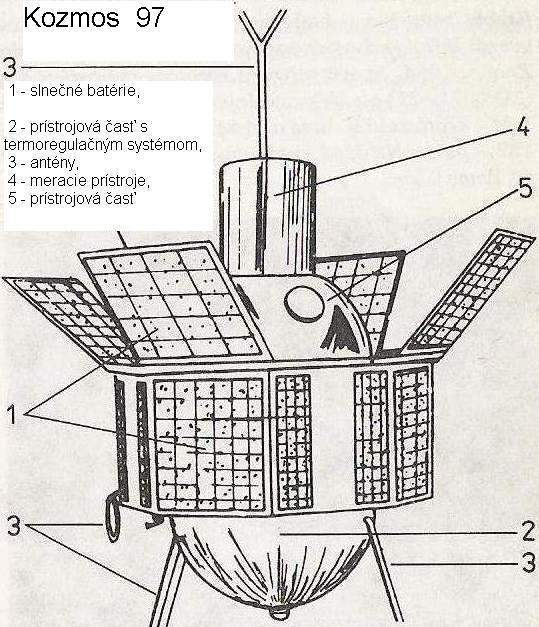
Kosmos 97, ein standardisierter Kosmossatellit

Kosmos (russisch Космос) ist eine Standardbezeichnung für diverse sowjetische bzw. russische Erdsatelliten und Raumfahrzeuge. Erstmals wurde 1962 ein Satellit unter der Bezeichnung Kosmos 1 gestartet. Da bei diesem Start erstmals ein neuer Träger verwandt wurde, benannte man diesen, wie damals in der Sowjetunion üblich, ebenfalls nach der Nutzlast, so dass auch sein Trägersystem als Kosmos bezeichnet wurde.
Außerdem wurden mit Kosmos viele verschiedene Erdsatelliten, über die man keine genauere Auskunft erteilen wollte, bezeichnet (z. B. militärische Satelliten, Prototypen neuer Raumfahrzeuge). Daher wuchs die Zahl der unter dem Namen Kosmos laufenden Missionen schnell an und überschritt schon in der Mitte der 1970er Jahre die 1000er-Marke. Zusätzlich erhielten fehlgeschlagene Missionen im Nachhinein oftmals Kosmos-Bezeichnungen. Die Vergabe von Kosmos-Bezeichnungen ist auch heute für Missionen militärischer Art weiterhin geläufig.

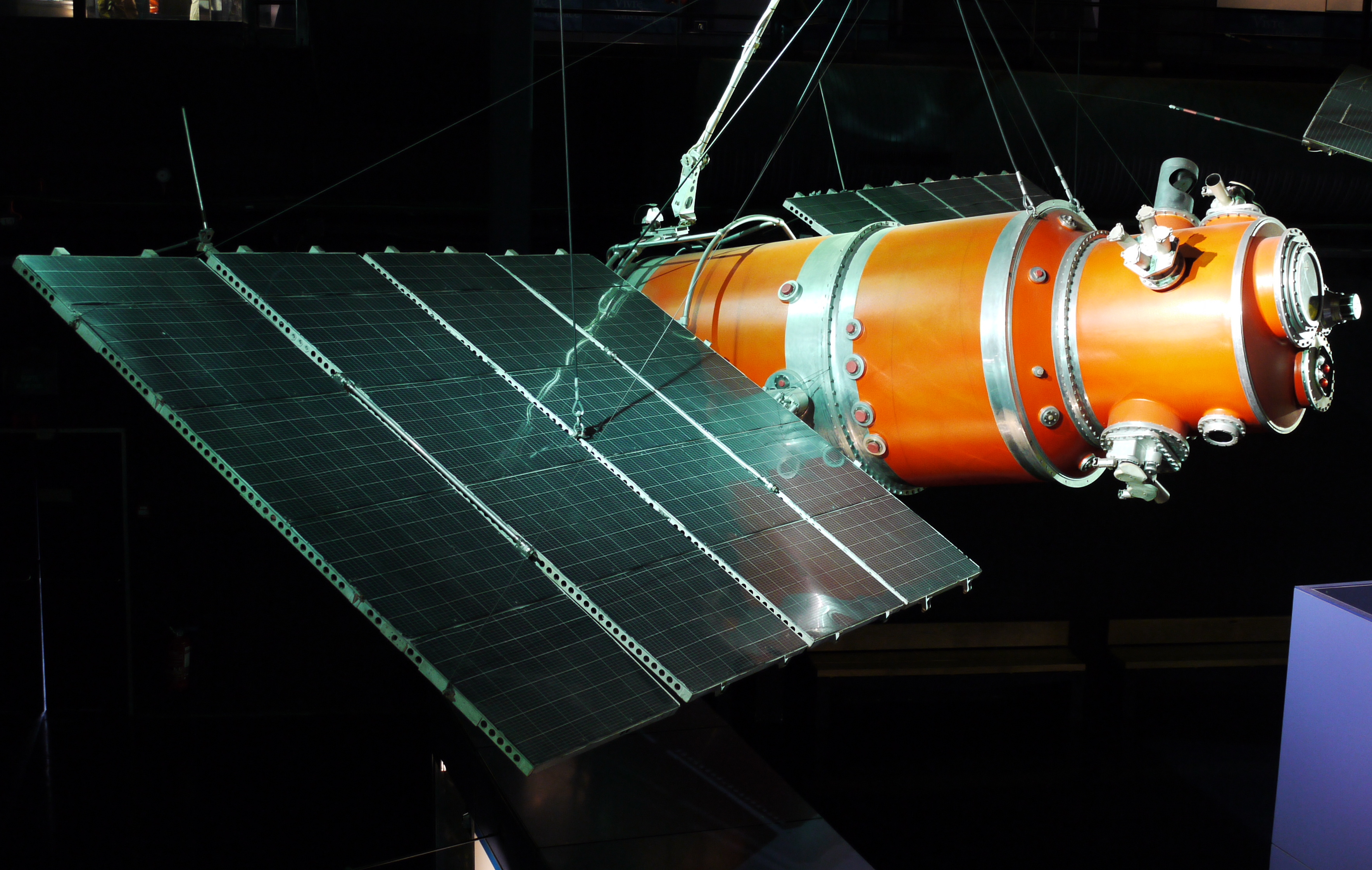
Kosmos 122, ein Wettersatellit

Eine Kosmos-Bezeichnung trugen unter anderem:
- Untersuchung der Höhenstrahlung: Kosmos 3, 5, 6, 17, 19
- Geomagnetische Forschung: Kosmos 26, 49
- Untersuchung der geladenen Teilchen im Erdmagnetfeld: Kosmos 41
- Untersuchung der Infrarot- und Ultraviolettstrahlung der Erde: Kosmos 45, 65
- Untersuchung der Luminosität des Sternhimmels im ultravioletten und sichtbaren Bereich des Spektrums: Kosmos 51
- Untersuchung der Infrarot- und Gammastrahlung der Erde: Kosmos 92
- Untersuchung der Relativitätstheorie mit einem Molekular-Quantengenerator: Kosmos 97
- Messung der Mikrometeoritendichte: Kosmos 135, 163
- Untersuchung der Längstwellenausbreitung in der Ionosphäre: Kosmos 142, 259
- Luftdichtemessung: Kosmos 146
- Erprobung der aerodynamischen Stabilisierung von Erdsatelliten: Kosmos 149
- Untersuchung der solaren Röntgen- und Ultraviolettstrahlung: Kosmos 166, 215, 230
- Untersuchung der solaren und stellaren Röntgenstrahlung: Kosmos 208, 230
- Untersuchung der oberen Erdatmosphäre und der Polarlichter und der Whistler: Kosmos 261
- Massenspektrometrische Ionosphärenuntersuchungen: Kosmos 274
- Untersuchung der Ionosphäre: Kosmos 381
- Testsatelliten für das Meteor-Programm (Wettersatelliten): Kosmos 112, 122, 144, 156, 184, 206, 243
- fehlgeschlagene Raumsonden des Zond-Programms: Kosmos 21
- fehlgeschlagene Mondsonden: Kosmos 60, Kosmos 111, Kosmos 300, Kosmos 305
- fehlgeschlagene Venussonden: Kosmos 167, 359, 482
- fehlgeschlagene Marssonden: Kosmos 419
- unbemannter Testflüge des Woschod-Raumschiffs: Kosmos 47, Kosmos 57, Kosmos 110
- unbemannte Testflüge des Sojus-Raumschiffs: Kosmos 133, 140, 186 und 188, 212 und 213, 238, 496, 573, 613, 638, 670, 672, 772, 869, 1001, 1074
- unbemannte Testflüge der Mondlandefähre LK: Kosmos 379, 398 und 434.
- unbemannte Testflüge des TKS-Raumschiffs 929, 1267, 1443, 1686
- unbemannte Testflüge des BOR Raumgleiters: Kosmos 1374, 1445, 1517, 1614
- eine nicht benutzbare Raumstation: Kosmos 557
- Überwachungssatelliten mit Radionuklidbatterie zur Energieversorgung: RORSAT  (darunter Kosmos 954)
- mehrere hundert fotografische Aufklärungssatelliten vom Typ Zenit
- über 400 militärische Kommunikationssatelliten des Typs Strela
- etwa 100 militärische Parus Navigations- und Kommunikationssatelliten
- zehn Forschungssatelliten Bion 1 bis Bion 10 trugen ebenfalls zusätzlich Kosmos-Nummern.